# Calle del Collado (Soria)
La Calle del Collado es una vía pública situada en la ciudad de Soria (España). Es la calle comercial más popular y concurrida de Soria.
Es una larga calle que empieza en la Plaza Mayor y termina en el antiguo límite de las murallas de la Ciudad, empalmando con la calle Marqués de Vadillo hasta la plaza Mariano Granados. 

## Historia
El origen de esta calle está ligado al nacimiento de la propia ciudad de Soria. Soria se asienta en las vertientes de dos cerros, el Castillo y el Mirón; cerros que forman un collado natural que conduce al río. Si se observa el plano de la población, se notará que una larga calle la atraviesa de este a oeste. Esta calle es denominada por la parte superior todavía con el nombre topográfico de Collado. El collado natural discurre por las calles Zapatería y Real, continuaba hacia el río por la calle conocida antiguamente como calle del Barranco (ahora calles Obispo Agustín y San Agustín), siguiendo el cauce de las aguas de las pendientes laterales del Castillo y del Mirón. Como espina dorsal de Soria, de El Collado parten numerosas calles en las que se encuentran los edificios más antiguos e históricos de la ciudad.
El Collado siempre fue el barrio por excelencia de los mercaderes sorianos. Según apunta Máximo Diago Hernando, apoyándose en la documentación, algunos judíos fijaron su residencia en esta calle. Así, la presencia de judíos en la ciudad, no sólo se localizaba en la judería del Castillo y el barrio judío situado entre la iglesia de San Juan de Rabanera y la Plaza Mayor.
En esta entrañable calle comercial, pequeña y estrecha, con soportales y un señorial casino, tuvo Antonio Machado su primer lugar de residencia al llegar a tierras sorianas en 1907, concretamente en el número 54.

## Descripción

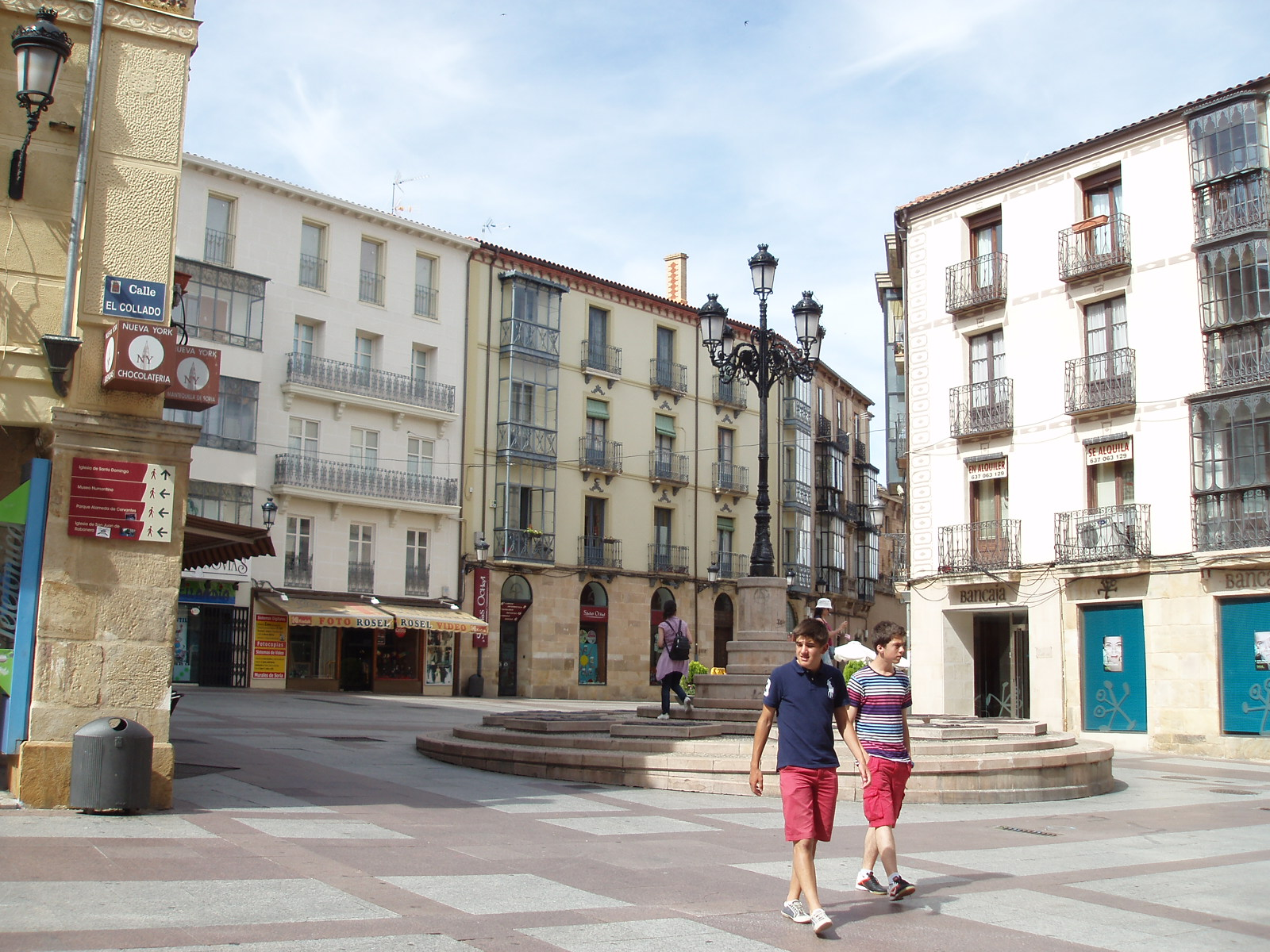
Plaza del Rosel y San Blas.

Como se ha dicho, el origen de la calle del Collado se encuentra en el collado natural que forman los cerros del Castillo y del Mirón. Puede observarse que el trazado de la calle sigue hasta la Plaza Mayor torciéndose hacia la derecha; pero hasta la antigua nomenclatura urbana da la razón a esta observación, ya que la calle del Collado era antes tan sólo collado, es decir, el tramo que abarca desde la Puerta del Postigo hasta la calle de la Zapatería, pues el primer tramo del actual Collado fue una derivación para buscar el rellano de la Plaza Mayor y hasta hace ochenta años se llamaba calle de Latoneros. Este primer tramo está comprendido entre la Plaza Mayor y la Plaza del Rosel y San Blas conocida popularmente como plaza "de la Tarta", sobrenombre adquirido debido al monumento a los Doce Linajes cuya disposición se asemeja a la de una tarta. Es el tramo más estrecho de todo el Collado y por ello los sorianos, en su afán de poner sobrenombres a calles, plazas y jardines, lo denominan "el estrecho del Collado". Hasta el siglo XVI, en el inicio de la calle se levantaba la iglesia de San Bartolomé, lugar de reunión del linaje de Chancilleres.
El siguiente tramo está situado entre la Plaza del Rosel y San Blas y la Plaza de San Esteban. Es el tramo más característico de la calle, con los edificios con soportales del siglo XIX. Hacia la mitad se localiza el Círculo Amistad Numancia, conocido popularmente como “El Casino”, edificio que guarda el sabor de los cafés del siglo XIX. Otros edificios importantes son la Casa Jodra situada en la esquina con la calle Estudios, reformada en 1908, cuya fachada presenta un gran número de balcones con rejerías de perfil panzudo, decorada a base de una imitación de sillares y cadenas de piedra. También destaca en el número 56-58 el Edificio las Heras, con un vistoso mirador de hierro y vidrio.

## Edificios importantes
La Calle del Collado cuenta con varios edificios importantes, algunos de ellos son:

### Círculo Amistad Numancia

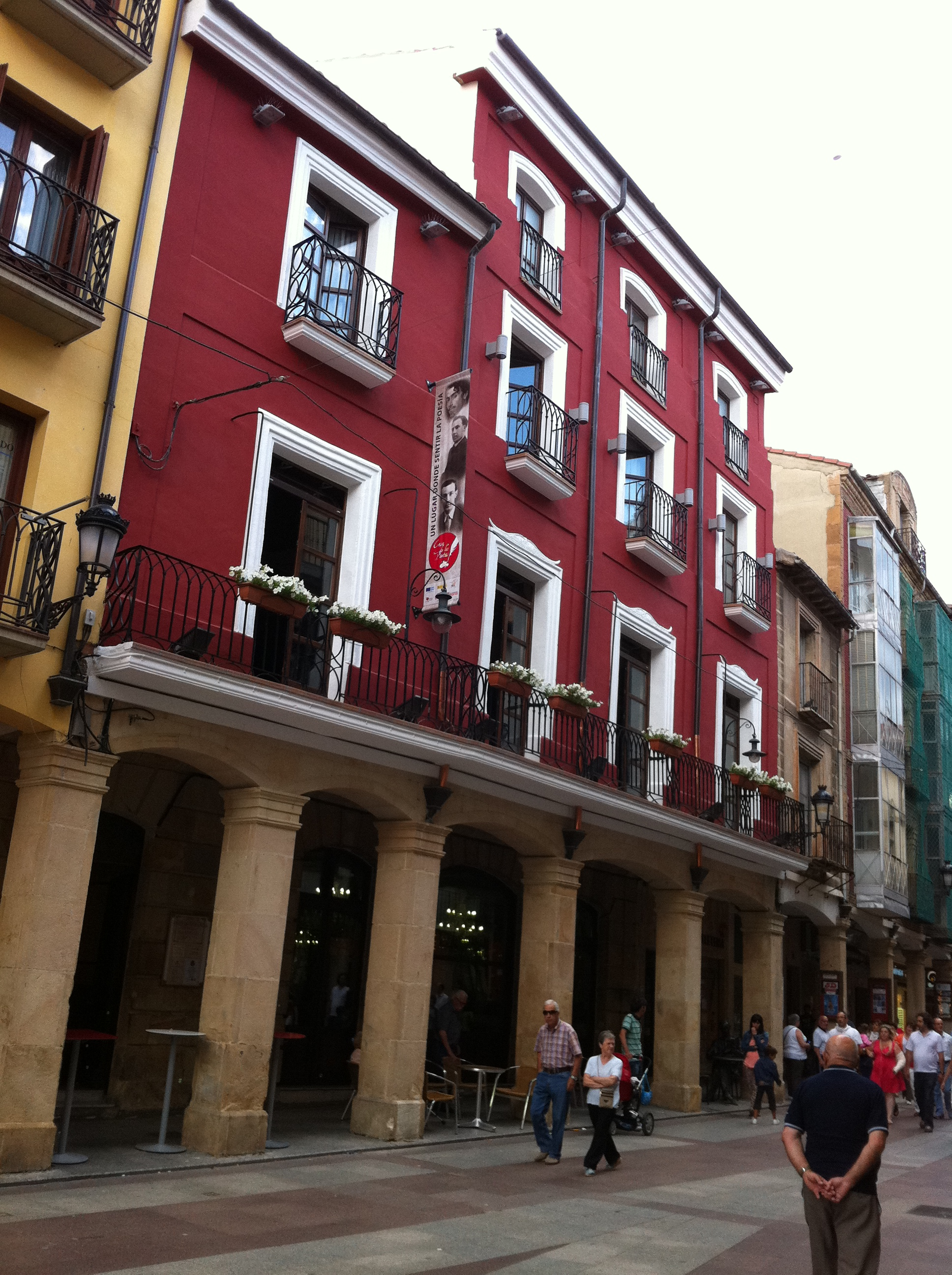
Fachada del Círculo Amistad Numancia.

El Círculo Amistad Numancia, conocido popularmente como "El Casino" o Casino Amistad Numancia, situado en Soria (Castilla y León, España), es el resultado de la unión de dos instituciones centenarias. La primera en el tiempo, el Casino de Numancia se constituyó en 1848 y el Círculo de la Amistad en 1865. Ambas convivieron durante muchos años en el mismo edificio en la céntrica calle de El Collado, hasta que en 1961 el Casino de Numancia fue "absorbido" por el Círculo, constituyéndose la actual sociedad. En la actualidad forman parte de la misma unos 1200 socios que pagan una cuota mensual y se rigen por unos estatutos sociales, una Asamblea de socios y una Junta directiva. Es una sociedad que está abierta a nuevos asociados y diversas actividades que se realizan en sus instalaciones por parte de particulares e instituciones.

### Palacio del Marqués de Vargas
Situado junto a la monumental Puerta del Postigo, la más importante de la Ciudad, conservada hasta el año 1865, se encontraba el palacio del Marqués de Vargas. De este palacio, únicamente se conserva el imponente escudo que está colocado en la fachada del edificio que posteriormente ocupó su lugar.

### Palacio del Conde de la Puebla de Valverde
El Palacio del Conde de la Puebla de Valverde se sitúa en la calle Marqués de Vadillo, calle que continúa el trazado del Collado desde el lugar donde se encontraba la Puerta del Postigo, uniendo éste con la Plaza de Mariano Granados.
El palacio se construyó en el siglo XVIII en el Arrabal de la ciudad por la familia González de Gregorio poseedora del Condado de la Puebla de Valverde. El Arrabal ya estuvo poblado desde tiempos muy tempranos y en su origen generalmente lo ocupaba gente baja y allegadiza. Posteriormente adquirió un notable esplendor contando en sus inmediaciones con tres conventos, además de la parroquia románica de El Salvador. En esta zona se instalaron algunos artesanos y comerciantes como mostraba el nombre de algunas de sus plazas (la de Herradores y la de la Leña). La nobleza también se instaló en esta zona, así a este palacio se unía el realizado por la familia Zapata, también en el siglo XVIII, conocido como Palacio del Marqués de la Vilueña, destruido por un incendio a finales del siglo XIX.
El palacio tiene tres pisos y planta cuadrada. Muestra piedra sillería en el piso bajo, revocos en los otros dos y recercos de sillerías en huecos y esquinas.  En la fachada se abren numerosos balcones de forja y los escudos de la familia aparecen esculpidos en las esquinas.

### Desaparecida Iglesia de San Bartolomé
La Iglesia de San Bartolomé era una de las 35 parroquias con las que contaba la ciudad de Soria. Era una pequeña iglesia, como casi todas las parroquias que aparecían en el censo de Alfonso X elaborado en 1270 y de estilo románico.
Aquí celebraban sus juntas los linajes de Chacilleres Someros y Chancilleres Hondoneros, hasta que en  1525, por disposición episcopal, se anexionó a la iglesia de La Mayor, donde se creó la capilla del mismo nombre, que sirvió a partir de entonces como lugar de reunión de esos linajes.